# Езуполь
Езу́поль или Езу́пиль (укр. Єзупіль, пол. Jezupol) — посёлок в Ивано-Франковском районе Ивано-Франковской области Украины. Административный центр Езупольской поселковой общины. Расположен на левом берегу Быстрицы недалеко от места её впадения в Днестр. С 1940 по 2003 годы посёлок назывался Жо́втень (в переводе с украинского «жовтень» — октябрь, который ассоциировался с Великой Октябрьской революцией, в пропаганде советского периода именовавшейся «Великим Октябрём», причиной переименования был религиозный характер исторического названия, при этом железнодорожная станция сохранила своё историческое наименование Езуполь). В посёлке 870 дворов. Расстояние до Тысменицы по прямой — 16 км, по автодорогам — 28 км. Расстояние до Ивано-Франковска по прямой — 14 км, по жд — 16 км, по автодорогам — 19 км.

## История
В 1435 г. — первое письменное упоминание о поселении, которое тогда называлось Чешибесы (по-украински «Чешибіси»). Уже в те времена поселение было укреплено деревянно-земляной крепостью: недалеко переправа через стратегически важный Днестр.
Прежнее поселение было разорено крымскими татарами, и в 1597 году было отстроено заново, но уже под новым христианским названием Езуполь (в переводе с польского — «город Иисуса»). С переименованием связана легенда, гласящая, что спасавшийся от татар граф и каштелян каменецкий Яков Потоцкий бросился на своём коне вплавь через Днестр, но конь никак не мог вскарабкаться на крутой берег до тех пор, пока граф не воскликнул: «Jezus, Maria!» (по-польски «Иисус, Мария») — и конь вынес его на берег. В благодарность граф Потоцкий основал на обоих берегах Днестра города Езуполь и Мариямполь.
В 1939 переименован в Жовтень.
В январе 1989 года численность населения составляла 3407 человек.
9 июля 2003 года посёлок Жовтень был переименован в Езуполь.
На 1 января 2013 года численность населения составляла 2920 человек.

## Достопримечательности
- В XVI—XVII вв. был построен замок — сейчас на этом месте стоит бывший доминиканский костёл. Имеются данные, что на этом месте был также оборонительный доминиканский монастырь, основанный в 1598 году графом Яковом Потоцким.
- Дворец Дедушицкого.
- Греко-католическая церковь (1902).

## Известные уроженцы
- Памва Берында — украинский лексикограф, поэт, переводчик религиозной литературы и гравёр.
- Афтанас, Любомир Иванович (род. 1956) — советский и российский нейрофизиолог, академик РАН (2013).
- Дзедушицкий, Войцех (1912—2008) — граф, польский актёр, певец (тенор), дирижёр, журналист, поэт, музыкальный и театральный критик, инженер, изобретатель.

## Галерея
- Костёл
- Греко-католическая церковь
- Дворец Дедушицкого
- Колокольня